# Distretto di Muratlı

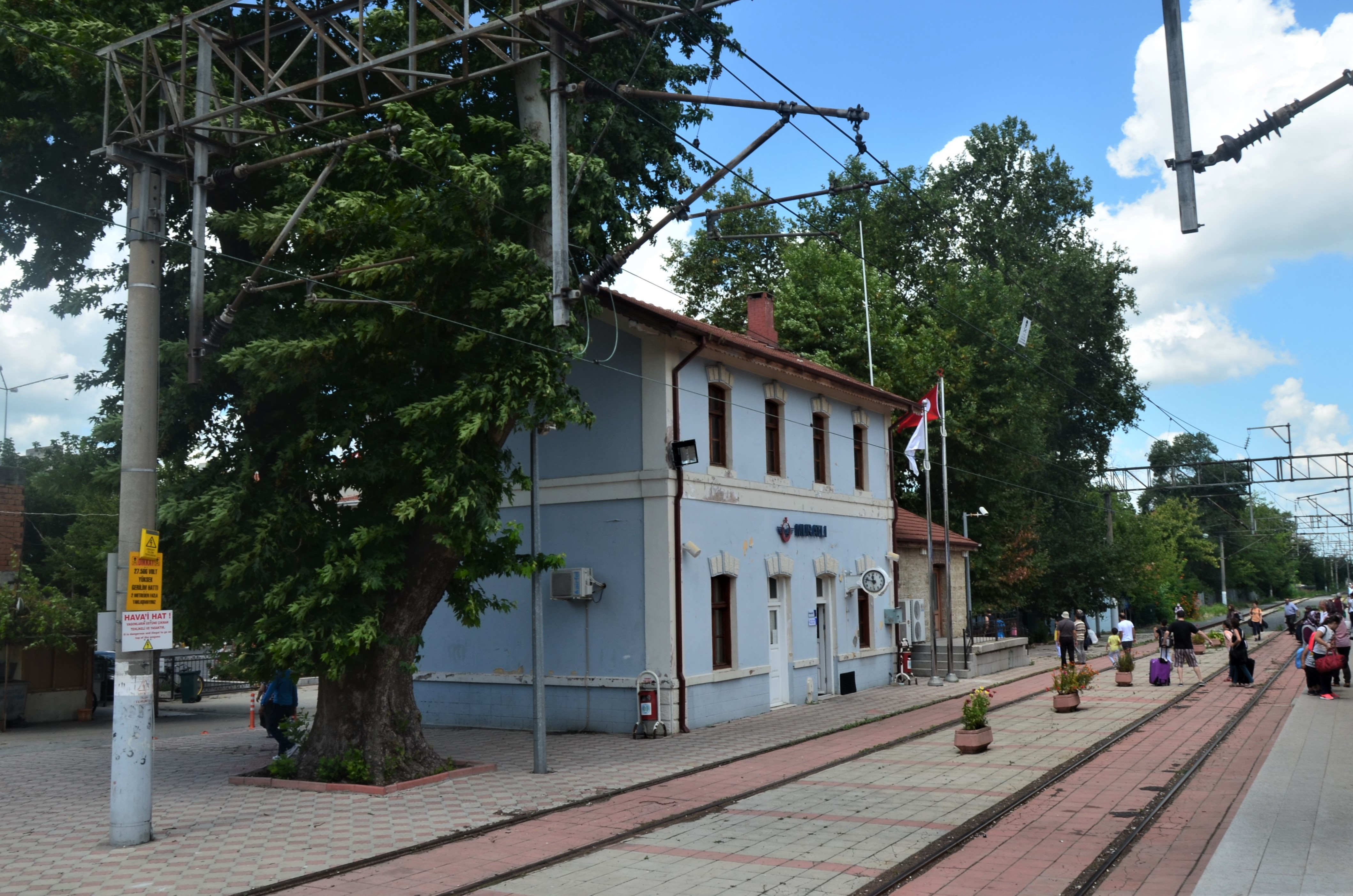
Muratlı train station

Il distretto di Muratlı è uno dei distretti della provincia di Tekirdağ, in Turchia.